# Viau (metrostation)

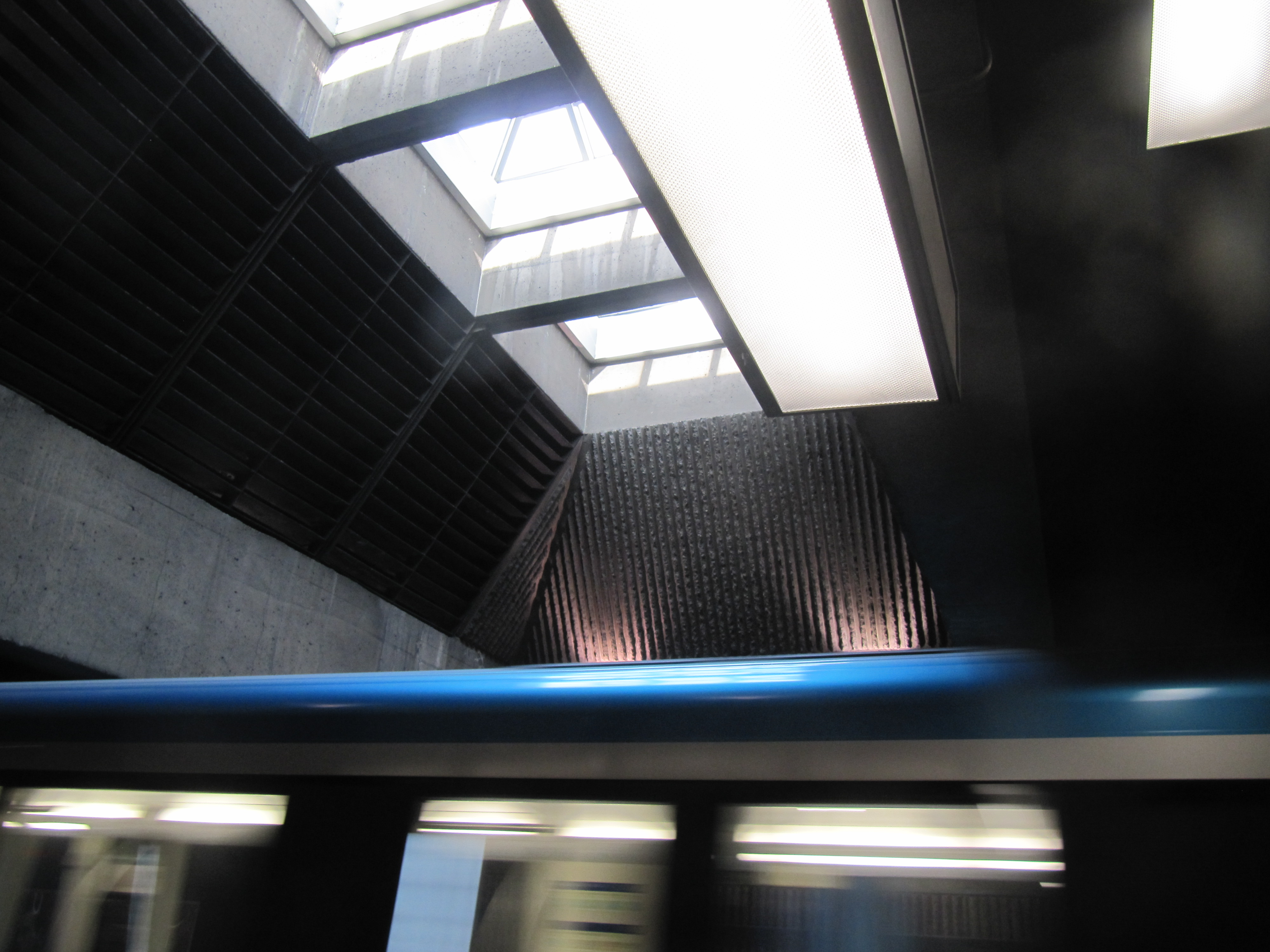
Daglicht en kunstlicht boven de sporen en perrons van het ondiepe station Viau.

Viau is een metrostation in het arrondissement Mercier–Hochelaga-Maisonneuve van de Canadese stad Montréal in de provincie Québec. Het station werd geopend op 6 juni 1976 en wordt bediend door de groene lijn van de metro van Montréal. Het ligt in de onmiddellijke omgeving van het Olympisch Stadion en van talrijke andere olympische faciliteiten (wielerbaan, zwembad e.d.), waar vanaf 17 juli 1976 de Olympische Zomerspelen gehouden werden. In 2019 werd het station door 2.862.620 vertrekkende reizigers gebruikt.
Het is genoemd naar de rue Viau, die op haar beurt verwijst naar de plaatselijke industrieel Charles-Théodore Viau.  
Het station is ontworpen door architect Irving Sager, die eerder ook het station Square-Victoria-OACI (1967) had ontworpen. In tegenstelling tot de meeste stations van de metro van Montréal, heeft Viau geen mezzanine. De grote ontvangsthal op straatniveau leidt via rechte trappen onmiddellijk naar de perrons van het ondiepe station. De oostelijke muur van de hal is versierd met een keramisch werk van de kunstenaar Jean-Paul Mousseau (1927-1991), dat naar de Olympische Spelen en de olympische vlag verwijst. Mousseau heeft ook in de stations Peel (1966) en Honoré-Beaugrand (1976) gewerkt maar is vooral van belang om zijn werk als artistiek directeur van de metro, in opvolging van Robert Lapalme, omdat hij erin is geslaagd de non-figuratieve kunst te promoten, die talrijke kunstenaars en architecten in de stations hebben kunnen realiseren.
Onder het station bevindt zich een garage-atelier (of centre d'attachement), dat met name gebruikt wordt voor het rollend materieel dat 's nachts wordt ingezet om de tunnels en de sporen van het metronetwerk te vernieuwen en te onderhouden, en waarlangs ook de nodige bouwmaterialen worden aangevoerd. Het station en het atelier ondergingen een grondige renovatie (en uitbreiding voor de garage-atelier) in de jaren voor 2019, waarbij ook liften voor de reizigers werden geïnstalleerd.